# Cymodoce meridionalis
Cymodoce meridionalis is een pissebed uit de familie Sphaeromatidae. De wetenschappelijke naam van de soort is voor het eerst geldig gepubliceerd in 1906 door Harriet Richardson.